# Sultanato di Ahmadnagar

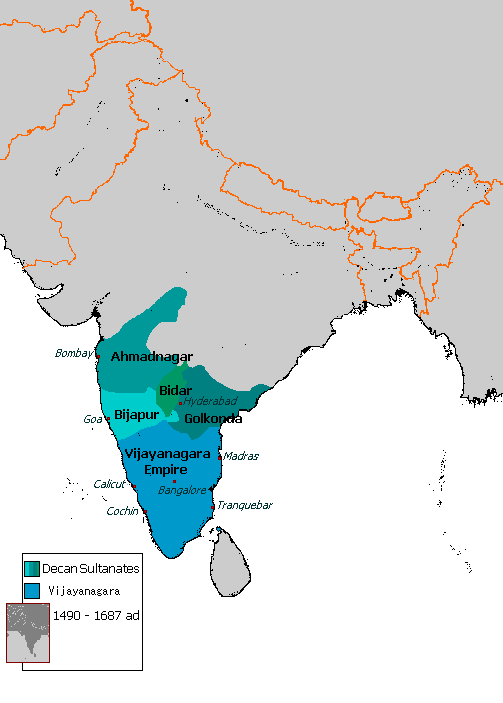
Carta del Deccan

Il Sultanato di Ahmadnagar fu un regno indiano tardo-medievale del nord ovest del Deccan, tra i sultanati di Gujarat e Bijapur.
Malik Ahmad, il governatore Bahmani di junnar dopo aver sconfitto l'esercito Bahmani condotto dal generale Jahangir Khan il 28 maggio 1490 dichiara l'indipendenza e fonda la dinastia Nizam Shahi governando sul sultanato of Ahmednagar.
La capitale all'inizio fu Junnar con il suo forte, successivamente rinominata Shivneri.
Nel 1494, viene scelta come nuova capitale Ahmadnagar.
Nel 1636 Aurangzeb, il viceré Moghul e governatore del Deccan annette il sultanato all'impero Moghul.

## Elenco dei sultani
1. Ahmad Nizam Shah I 1490–1510
2. Burhan Nizam Shah I 1510–1553
3. Hussain Nizam Shah I 1553–1565
4. Murtaza Nizam Shah I 1565–1588
5. Hussain Nizam Shah II 1588–1589
6. Isma'il Nizam Shah 1589–1591
7. Burhan Nizam Shah II 1591–1595
8. Ibrahim Nizam Shah 1595–1596
9. Ahmad Nizam Shah II 1596
10. Bahadur Nizam Shah 1596–1600
11. Murtaza Nizam Shah II 1600–1610
12. Burhan Nizam Shah III 1610–1631
13. Hussain Nizam Shah III 1631–1633
14. Murtaza Nizam Shah III 1633–1636.